# 서위리 우라늄 농축 공장
서위리 우라늄 농축 공장은 북한 영변군 서위리의 지하에 설치된 우라늄 농축 공장이다.

## 역사
1993년 영변에서 약 10 km 떨어진 곳에 또 다른 핵 시설을 파악했지만, 북한이 사찰을 허용하지 않았다.
2009년 초, 정보당국은 올해 초 북한이 평북 서위리 지하에 소규모 우라늄 농축 공장을 가동 중이라는 정보를 입수해 분석하고 있다. 서위리는 5MW와 50MW 원자로, 재처리시설 등 플루토늄 핵 프로그램 시설이 모여 있는 평북 영변군 내 행정구역으로 북한은 영변 핵시설(분강리 소재) 근처에 우라늄 농축을 위한 지하시설도 건설한 것으로 추정된다.
미 국방정보국(DIA) 출신 브루스 벡톨 앤젤로주립대 교수도 “2010년 영변 핵 시설 인근 서위리에 영변보다 많은 양의 고농축우라늄을 생산하는 시설이 있었다”고 밝혔다.

## 같이 보기
- 분강 우라늄 농축 공장